# Monte Pissis
Il Monte Pissis è uno stratovulcano inattivo situato in Argentina, al confine fra la provincia di Catamarca e la provincia di La Rioja. La montagna fa parte della Cordigliera delle Ande e con la sua altezza di 6793 metri è uno dei vulcani più alti del mondo, oltre ad essere il terzo rilievo più alto delle Ande e di tutto l'emisfero occidentale dopo l'Aconcagua (6962 metri) e l'Ojos del Salado (6891 metri).
Trovandosi nel deserto di Atacama, la montagna ha un clima molto secco e arido, e la neve copre solo i picchi più alti durante l'inverno. La montagna si trova in un luogo molto remoto e pur essendo molto alta l'ascesa non è difficile, anche se lunga.
Nel 1994 le autorità argentine dichiararono che avanzate rivelazioni GPS indicavano in 6882 metri l'altezza del Monte Pissis e che quest'ultimo superava in altezza anche l'Ojos del Salado. Tuttavia i dati SRTM e ulteriori e più recenti rivelazioni GPS hanno dimostrato che quest'affermazione è incorretta.
Nel 2007, infatti, una spedizione cilena-europea, utilizzando apparecchiature più accurate, ha eseguito precise misurazioni sia sul Monte Pissis che sull'Ojos del Salado, rivelando un'altezza di 6793 metri per il primo e 6891 metri per il secondo.